# 瓜達盧佩 (聖多美和普林西比)
瓜達盧佩（葡萄牙語：Guadalupe）是非洲國家聖多美和普林西比的城鎮，也是洛巴塔縣的首府，位於聖多美島北部，距離首都聖多美約14公里，2001年人口1,734，是全國第八大城市。